# Oddworld: New 'n' Tasty!
Oddworld: New 'n' Tasty! est un jeu vidéo d'aventure et de plates-formes édité par Oddworld Inhabitants et développé par Just Add Water, sorti en 2014 sur PlayStation 4, en 2015 sur PlayStation 3, Xbox One, Windows, Mac OS et Linux, et en 2016 sur PlayStation Vita et Wii U.
Le jeu est un remake du jeu Oddworld : L'Odyssée d'Abe, avec des graphismes réinventés en 2,5D et des fonctionnalités en ligne (classement).

## Trame
Abe est un esclave Mudokon travaillant comme agent de nettoyage dans l'usine de RuptureFarms, l'un des plus grands abattoirs de Oddworld. Tard un soir, il découvre que son patron, Molluck le Glukkon, projette de créer un nouveau plat dont l'ingrédient principal n'est autre que du Mudokon. Abe part alors sauver sa peau et celle des autres Mudokons, afin de ne pas se retrouver tout en bas de la chaîne alimentaire...

## Développement
En 2010, le studio Just Add Water annonce travailler sur un nouveau titre de la licence Oddworld.
La premier jeu à sortir de la collaboration sera Oddworld: New 'n' Tasty!. L'équipe travaillant aussi en parallèle sur le portage Stranger's Wrath HD, le projet a dû être retardé.
Le projet est annoncé en janvier 2011 par Lorne Lanning, décrivant celui-ci comme "un remake avec un moteur de jeu 3D, mais restant un plateformer 2D en side-scrolling". Il ajoutera que le projet a démarré de zéro, mais qu'ils se sont servis du jeu original comme référence.
Les développeurs avaient accès au code source du jeu original, mais également aux concept arts, aux maps et aux outils utilisés lors de la production d'Abe's Odyssee, Oddworld Inhabitants possédant les droits de toute leur technologie. Le nom de code du projet était Abe HD.
Lorne Lanning révèlera que le budget du remake est de 5 millions de dollars.

## Musique
Le générique du jeu s'intitule Born to love youet est interprété par Elodie Adams.
Les musiques des niveaux du jeu sont écrites et composées par Michael Bross.